# Elisabeth Barbara Schmetterling
Elisabeth Barbara Schmetterling (Amsterdam, gedoopt 6 december 1801 - aldaar, 12 november 1882) was een Nederlandse kunstschilderes en graveur.

## Leven en werk
Schmetterling werd in 1801 in Amsterdam geboren als dochter van de miniatuurschilder Jozef Adolf Schmetterling en Antonia Blom. Ze werd tot kunstschilderes opgeleid door haar vader, die behalve miniatuurschilder ook knipkunstenaar was. Evenals haar vader zou zij zich toeleggen op de miniatuurschilderkunst, maar daarnaast was zij ook graveur. Zij verzorgde de illustraties in kinderboeken, maar ook voor een tweetal dichtbundels van Bilderdijk. Tevens maakte ze illustraties voor de Nederlandse Muzen Almanak. Schmetterling was zeer productief. Vanaf 1822 werden meer dan veertig van haar werken geëxposeerd op 25 tentoonstellingen. Diverse van de door haar gemaakte gravures zijn opgenomen in de collecties van het Rijksprentenkabinet.
Schmetterling overleed in november 1882 op 80-jarige leeftijd in haar woonplaats Amsterdam. Haar zus Christina Josepha was eveneens kunstschilderes en tevens tekenares en tekenlerares.

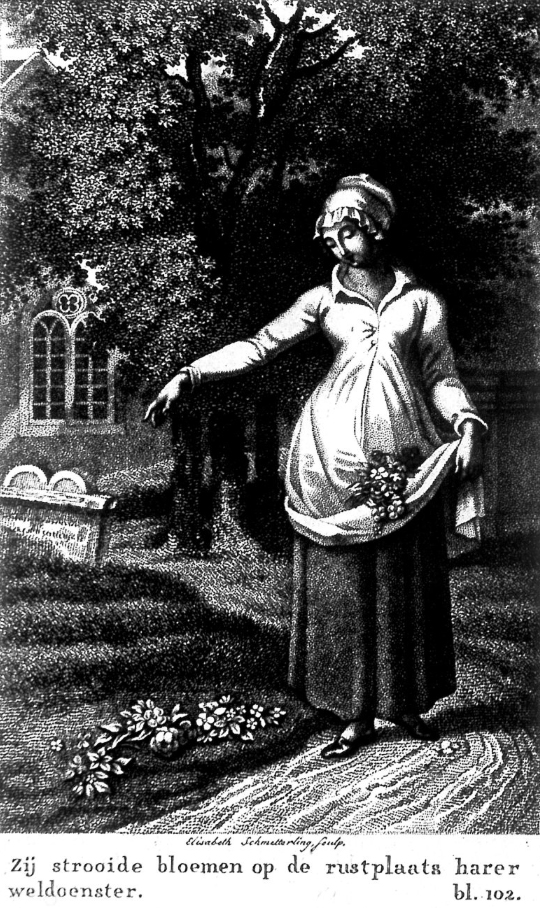
Een gravure in "De meisjesjaren van Sofia Walter, de dochter van eenen landman te Gronouw: een zedelijk verhaal voor meisjes", gemaakt door Schmetterling (1824)

- Biografisch Portaal: 23160549
- International Standard Name Identifier: 0000 0000 6974 3225
- Nederlandse Thesaurus van Auteursnamen: 069976554
- RKD-Nederlands Instituut voor Kunstgeschiedenis: 70661
- Union List of Artist Names: 500047390
- Virtual International Authority File: 95995382
- WorldCat: E39PBJpyvtp8mQmFrJB4cp7mBP